# Diploplecta communis
Espèce
Diploplecta communis est une espèce d'araignées aranéomorphes de la famille des Linyphiidae.

## Distribution
Cette espèce est endémique de Nouvelle-Zélande.

## Publication originale
- Millidge, 1988 : The spiders of New Zealand: Part VI. Family Linyphiidae. Otago Museum Bulletin, vol. 6, p. 35-67.